# Spoorlijn 45A
Spoorlijn 45A of de Vennquerbahn was een Belgische spoorlijn van Weywertz naar de Duits-Belgische grens bij Losheimergraben. Het Duitse gedeelte van de lijn tussen Losheim en Jünkerath was als spoorlijn 3003 onder beheer van DB Netze.

## Geschiedenis

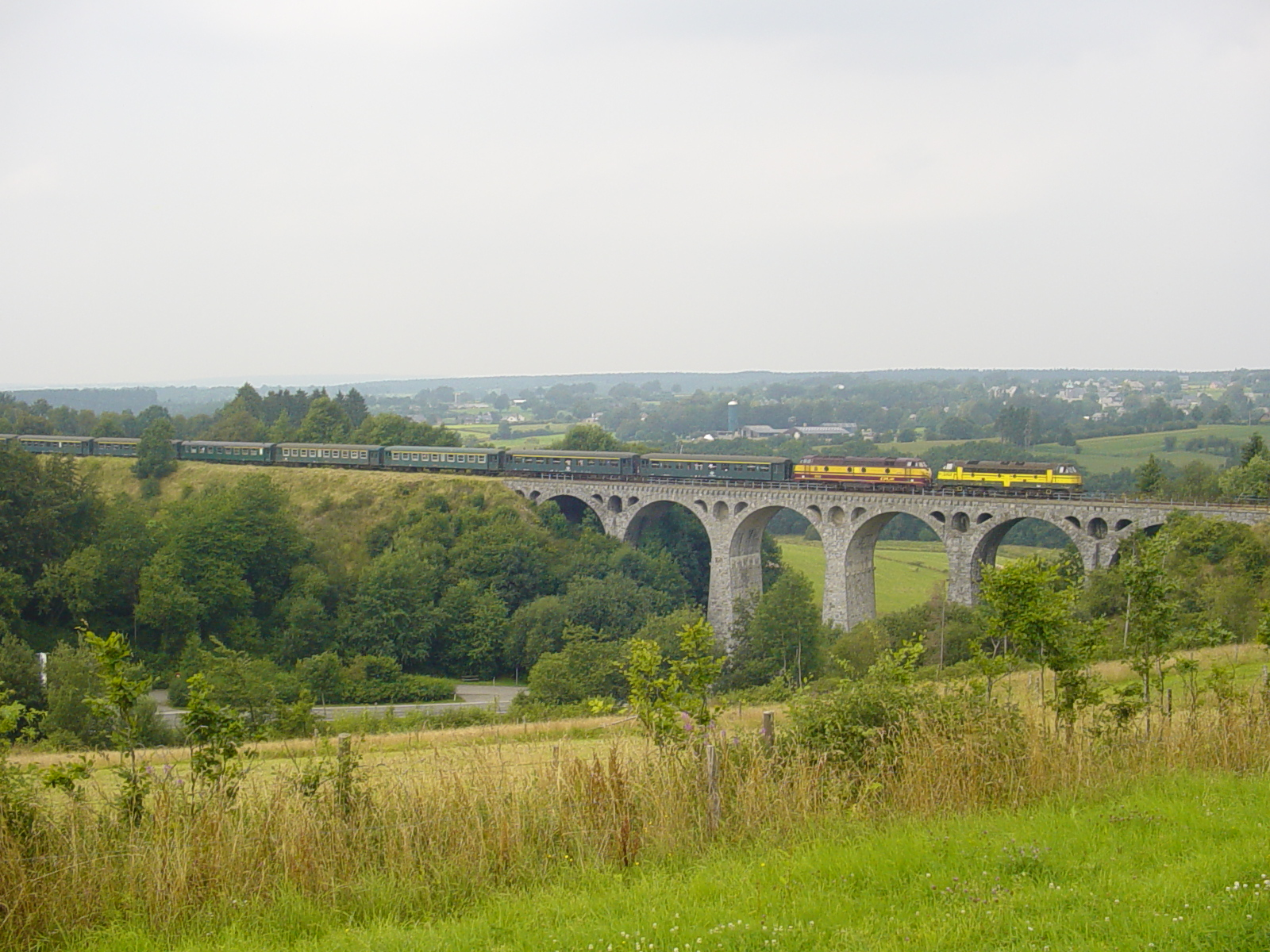
Viaduct van Bütgenbach

De lijn werd geopend door de Pruisische Staatsspoorwegen op 1 juli 1912 als deel van de verbinding Remagen - Jünkerath - Vennbahn. De spoorlijn werd door de Duitsers uit militair strategisch oogpunt aangelegd. Ondanks dat het tracé over een van de hoogste delen van de Eiffel ging (de zuidflank van de Weisse Stein), werden steile hellingen zo veel mogelijk vermeden. Ook werden geen overwegen voorzien: wegen werden gekruist met bruggen (of tunnels). Bij het dorp Weywertz werd een groot station gebouwd. Via de Vennbahn kon Luxemburg bereikt worden en (vanaf 1917) andere spoorwegen naar het westen bereikt via spoorlijn 163. Indirect kon via Weywertz ook het destijds Duitse militaire kamp Elsenborn in het noorden worden bereikt. In 1917 werd de gehele lijn dubbelsporig. In 1919 kwam de lijn op Belgisch grondgebied te liggen. In 1934 werd de lijn weer enkelsporig. Het personenverkeer is opgeheven op 18 mei 1952. Voor goederenverkeer bleef de lijn nog in gebruik tot 24 augustus 1982. Militaire transporten vonden plaats tot 18 oktober 1999. Het baanvak Büllingen - Weywertz bleef in dienst voor houttransporten tot in december 2003. Tot 2001 heeft er ook nog toeristisch verkeer van de Vennbahn plaatsgevonden. Op 1 februari 2004 is de lijn definitief gesloten en in 2007 is de spoorlijn opgebroken. Er werd aan de Belgische zijde een fietspad aangelegd tussen Weywertz en Losheimergraben (grens). De aanleg van het fietspad is in augustus 2014 voltooid. Een jaar later (in 2015) werd in Duitsland het Kyll-fietspad op het vervolg van de spoorlijn geopend. In 2017 werd het Belgische fietspad geasfalteerd.

## Hoogteprofiel
De spoorlijn volgt vanaf Weywertz de linkeroever van de Warche stroomopwaarts. Vanaf Weywertz, op een hoogte van ongeveer 550 meter blijft lijn 45A bijna vlak tot Bullingen (560 m). Vanaf hier klimt de lijn geleidelijk tot een hoogte van 619,38 meter bij de kruising met de N626 bij Losheimergraben. Dit hoogste punt vormt de waterscheiding tussen de Maas (via de Warche) en de Rijn (via de Our). Dit punt vormt het hoogste punt van het (voormalige) Belgische spoorwegennet. De voormalige spoorlijn ligt hier in een diepe insnijding van zo'n 20 meter diep. De omliggende heuvelrug vormt de zuidflank van de Weisse Stein, het tweede hoogste punt van België.
Verder naar het oosten daalt de lijn opnieuw. Bij de staatsgrens bedraagt de hoogte ongeveer 600 meter.

## Aansluitingen
In de volgende plaatsen was er een aansluiting op de volgende spoorlijnen:
Jünkerath
DB 2631, spoorlijn tussen Hürth-Kalscheuren en Ehrang
Weywertz
Spoorlijn 48 tussen Stolberg en Sankt-Vith